# Павоне дел Мела
Павоне дел Мела (итал. Pavone del Mella) је насеље у Италији у округу Бреша, региону Ломбардија.
Према процени из 2011. у насељу је живело 2684 становника. Насеље се налази на надморској висини од 51 м.

## Становништво
Према резултатима пописа становништва 2011. у општини је живело 2.838 становника.
| 1951. | 1961. | 1971. | 1981. | 1991. | 2001. | 2011. |
| ----- | ----- | ----- | ----- | ----- | ----- | ----- |
| 2.553 | 2.108 | 2.161 | 2.402 | 2.480 | 2.595 | 2.838 |